# اندرو دیویس (وزنه‌بردار)
اندرو دیویس (انگلیسی: Andrew Davies؛ زادهٔ ۱۷ ژوئیهٔ ۱۹۶۷) وزنه‌بردار اهل بریتانیا بود.